# Heinrich Clementz
Heinrich Clementz (* 21. März 1859 in Köln; † 23. April 1946 in Lövenich) war ein deutscher Arzt und Altphilologe.

## Leben
Nach dem Studium der Medizin und seiner Promotion an der Universität Bonn im Jahr 1882 arbeitete Clementz seit 1885 als Landarzt in Brauweiler.
1899 und 1900 erschienen in drei (bzw. vier) Bänden seine Übersetzungen der Werke des römisch-jüdischen Historikers Flavius Josephus. Diese Ausgaben bilden bis heute meist die Grundlage für das Josephus-Studium in deutscher Sprache.

## Veröffentlichungen
- Ueber das Schleimgewebe in Parotisgeschwülsten. Georgi, Bonn 1882, 41 S., [1] Bl. Ill. (Dissertation)
- Mutter! Ihr Lob – ihre Freude – ihr Leid. Aus der Weltliteratur gesammelt und herausgegeben von Dr. Heinrich Clementz. Mit 5 Kunstdruckbildern. J. P. Bachem, Köln o. J. [1904], 443 S.
  - 3. Auflage: J. P. Bachem, Köln o. J. [1911].
  - Neuauflage: J. P. Bachem, Köln o. J. [1920].

### Josephus-Übersetzungen
- Des Flavius Josephus Jüdische Altertümer. Übersetzt und mit Einleitung und Anmerkungen versehen von Dr. Heinrich Clementz. 2 Bände (= Bibliothek der Gesamt-Litteratur. Bände 1329/1339 und 1368/1380). Hendel, Halle a. d. S. 1899.
  - I. Band: Buch I bis X. Halle 1899, 646 S. (archive.org).
  - II. Band: Buch XI bis XX. Nebst Namensregister. Halle 1899, 724 S. (archive.org).
  - Nachdruck: Harz, Berlin/Wien 1923 (in zwei Bänden).
  - Nachdruck: Fourier, Wiesbaden o. J. [1989] (in einem Band).
  - Zweite (Nachdruck-)Auflage, neu gesetzte und überarbeitete Ausgabe. Marix, Wiesbaden 2006.
  - Davon Nachdruck als „vollständige Ausgabe“: Marix, Wiesbaden 2012.
- Flavius Josephus: Geschichte des jüdischen Krieges. Übersetzt und mit Einleitung und Anmerkungen versehen von Dr. Heinrich Clementz. Mit ausführlichem Namens- und Sachregister (= Bibliothek der Gesamt-Litteratur. Band 1424/1435). Hendel, Halle a. d. S., o. J. [ca. 1900], 1 Bl., 695 S. (archive.org).
  - Nachdruck: Harz, Berlin/Wien 1923.
  - Nachdruck: Metzler, Darmstadt 1977.
  - Neuausgabe: Geschichte des judäischen Krieges. Reclam, Leipzig 1970.
  - Davon Nachdrucke 1974, 1978, 1985, 1990 und 2003.
  - Nachdruck: Reclam, Stuttgart 2008.
  - Neuausgabe: Geschichte des Jüdischen Krieges. Marix, Wiesbaden 2001.
  - Neuausgabe („Vierte Auflage“): Geschichte des Jüdischen Krieges – Kleinere Schriften. Mit der Paragraphenzählung nach Benedict Niese. Marix, Wiesbaden, 2012.
- Des Flavius Josephus kleinere Schriften [Selbstbiographie – Gegen Apion – Über die Makkabäer]. Übersetzt und mit Anmerkungen versehen von Dr. Heinrich Clementz (= Bibliothek der Gesamt-Litteratur. Band 1466/1470). Hendel, Halle a. d. S., o. J. [ca. 1901], 248 S. (archive.org).
  - Nachdruck: Metzler, Köln o. J. [1960].
  - Nachdruck: Fourier, Wiesbaden 1995.
  - Neuausgabe („Vierte Auflage“): Geschichte des Jüdischen Krieges – Kleinere Schriften. Mit der Paragraphenzählung nach Benedict Niese. Marix, Wiesbaden, 2012.

### Weitere Übersetzungen
- Thomas von Kempen: Vier Bücher von der Nachfolge Christi. Nach dem von Karl Hirsche auf Grund der Selbstschrift des Thomas herausgegebenen Wortlaut übersetzt von Dr. Heinrich Clementz. Volksvereinsverlag, Mönchengladbach, o. J. [1922], XVI, 429 S.